# Mashina

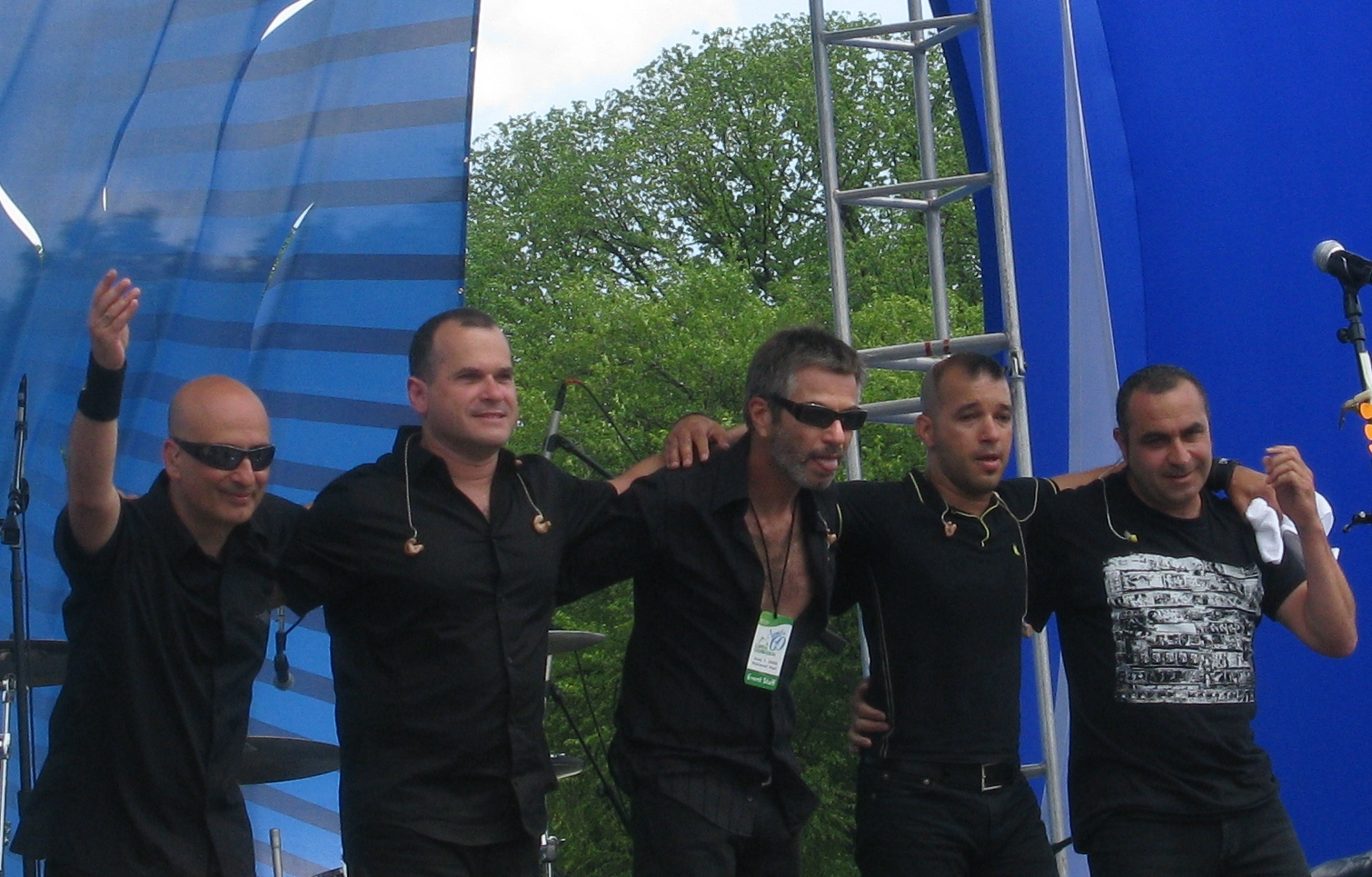
Mashina na celebração "Israel@60", em Washington D.C.:Ficheiro:Mashinaisraelat60.jpg

Mashina (em hebraico: משינה) é uma banda de rock israelense que esteve ativa de 1983 a 1995, e posteriormente de 2003 até o presente. A banda é considerada por muitos a banda de rock mais importante e influente de Israel. Seu estilo musical teve inspiração em ska e hard rock, entre outros.

## História
Mashina foi formada pelo cantor Yuval Banai, um membro da notória família Banai. Seu pai, o falecido Yossi, foi um ator e cantor, assim como seus tios Gavri e Ya'akov, juntamente com muitos dos primos de Yuval. Durante o seu serviço militar, Banai conheceu o guitarrista Shlomi Ettinger e os dois começaram a tocar música juntos. Um amigo seu, um recente imigrante russo, sugeriu que eles chamassem a banda de "Machina Vremeni", o que significa "máquina do tempo" em Russo (essa sugestão pode ter sido inspirada pela famosa banda russa de rock Mashina Vremeni, dos anos 60 e 70). 
Após o serviço militar, os dois separaram; Banai formou a banda "Shlom Ha-Tzibur" ("Segurança Pública"), enquanto Bracha se juntou com o baixista Michael Benson para formar a banda "HaChazit Ha'amamit" ("Frente Popular"). Em 1984, eles decidiram combinar para formar uma nova banda, que se chamou Mashina, trazendo o baterista Iggy Dayan; em 1985, lançou seu auto-intitulado álbum de estréia, que rapidamente se tornou um hit nas paradas Israelenses. Mais tarde, Avner Hodorov se juntou à banda no teclado e saxofone. Eles ganharam popularidade em Israel durante o final da década de 80 e início dos anos 90.
Em Maio de 1995, a banda anunciou sua aposentadoria, e juntos organizaram quatro fortemente divulgados shows de despedida. O que teria sido a sua quarta e última performance, em Arad, Israel, terminou quando três dos espectadores foram esmagadas até a morte pela multidão antes de a banda entrar no palco. A banda tocou outro concerto de despedida vários meses mais tarde, no HaYarkon Park, que foi dedicada aos três fãs.
Depois de Mashina se separar, Banai lançou 3 álbuns solo: "Yuval Banai" (1997), "Rashi Dub" (1999) (produzido pelo baixista Yossi Multa) e "Nish'ar BaMakom" ("Estar no Lugar") (2001). Bracha lançou um álbum solo, e Benson co-fundou o eletrônico-grupo de rock Atmosfire, que lançou um álbum.
A banda se reagrupou em 2003 e começou a excursionar e a lançar discos novamente. Em 8 de outubro de 2006, a banda se apresentou na cerimônia de abertura do 27ª Festival Acco de Teatro Alternativo Israelense.
Mashina já realizou várias turnês pela América do Norte, tocando em cidades como Filadélfia, Nova York, Boston, Toronto, Washington e Los Angeles.
Banai e Bracha serviram como co-mentores na temporada 2 de A Voz de Israel, em 2012-2013.

## Música
O crescimento musical de Mashina pode ser identificado por diferentes influências em seus álbuns. O seu som inicial, obviamente, era parecido com o de bandas de Ska como Madness; eles não se preocupavam em esconder a influência, declarando uma das suas primeiras canções de sucesso, "Rakevet Laila Le-Kahir" ("Trem Noturno para o Cairo"), uma homenagem à música da banda Madness "Night Boat to Cairo". Seus álbuns subsequentes combinaram reggae, punk rock e do elementos do Oriente Médio. "Ha'Amuta Le-Heker Hatmuta" (A"Sociedade para o Estudo da Mortalidade") soa influenciada por The Cure, "Miflatzot Ha-Tehila" ("Os Monstros da Fama") soa influenciada por Pixies e grunge, "Si Ha-Regesh" ("Pico de Excitação") tem a influência do blues do Pink Floyd, e "Lehitra'ot Ne'urim Shalom Ahava" ("Adeus Juventude, Olá Amor") se assemelha ao som do U2 e Simple Minds.
Suas letras tendem a ser cínicas, às vezes, com humor. Há temas comuns de alienação, a luta da vida cotidiana e o desejo de algum tipo de válvula de escape físico ou espiritual.

## Membros da banda
- Yuval Banay - vocais, Violão
- Shlomi Bracha - Guitarra Eléctrica
- Iggy Dayan - bateria
- Avner Hodorov - teclado.Saxofone, Acordeão
- Michael Benson - Guitarra-Baixo

## Discografia

### Álbuns
| Ano  | Álbum                                                                | Certificado em Israel |
| ---- | -------------------------------------------------------------------- | --------------------- |
| 1984 | Mashina                                                              | 2x Platina            |
| 1987 | Mashina 2                                                            | Ouro                  |
| 1988 | Mashina 3                                                            | Ouro                  |
| 1990 | Ha'Amuta Le-Heker Hatmuta ("Instituto para o Estudo da Mortalidade") | Platina               |
| 1992 | Miflatzot Ha-Tehila ("Monsters of Fame")                             | Ouro                  |
| 1993 | Si Ha-Regesh ("Pico de Excitação")                                   | Platina               |
| 1995 | Lehitraot Neurim Shalom Ahava ("Adeus Juventude Olá Amor")           | Platina               |
| 1995 | Mechonat Ha-Zman ("A Máquina Do Tempo")                              | Platina               |
| 2003 | Mashina Ao Vivo 2003                                                 | Ouro                  |
| 2005 | Romantika Atidanit ("Futurista Romance")                             | Ouro                  |
| 2010 | Yahalomim Bashamaim ("Diamantes No Céu")                             |                       |